# Орєшкін Дмитро Борисович
Дмитро́ Бори́сович Орє́шкін (27 червня 1953, м. Москва, СРСР) — радянський і російський учений-політичний географ, політолог, кандидат географічних наук, провідний науковий співробітник Інституту географії РАН.

## Життєпис
Д. Б. Орєшкін народився 27 червня 1953 року в м. Москві.
У 1970 році закінчив математичний клас спецшколи № 49 в Москві, у 1975 році — географічний факультет МДУ.
До 1979 року навчався в аспірантурі Інституту географії АН СРСР, в 1979 році захистив кандидатську дисертацію з давніх материкових заледенінь.
З 1978 року — молодший, старший, провідний науковий співробітник Інституту географії АН СРСР/РАН.
У 1987 році провів радянську частину («Вірменія-Китай») першої міжнародної експедиції по Великому шовковому шляху («Марко Поло-87») під керівництвом Діка Фішера.
В 1988 займався науковим забезпеченням експедиції «Арал-88», організованої журналом «Новый мир».
Пізніше Д. Б. Орєшкін згадував:
|  | Гримнула перебудова і відкрився несподіваний попит на людей, здатних на карті відрізнити Бурятію від Удмуртії. Радянському Союзу було не до таких дрібниць, а тут раптом з'ясувалося, що в різних місцях люди незадоволені владою по-різному |

.
У 1989—1990 роках займався науковим забезпеченням міжнародних телевізійних проектів по СРСР для ЮНЕСКО, ВВС (Велика Британія), АВС (США), «Асахі», NHK (Японія).
У 1993 році спільно з Андрієм Скворцовим і Олександром Бєляєвим створив аналітичну групу «Меркатор» (Mercator Group). Розповідав, що на гроші, зароблені на зйомках фільму про Аральську катастрофу, група в 1993 купила Intel 80286 286-й комп'ютер і стала малювати електронні карти, що відображають результати виборів, зростання злочинності, екологічні кризи та споживання горілки по регіонах.
З 1994 року група займається виготовленням електронних карт для телебачення. Співпрацювала з програмою «Підсумки (підсумки)» Євгенія Кисельова на НТВ, в 1995—1996 роках виконувала функції регіонального відділу АТ «Громадське російське телебачення» (ГРТ). Робить живі карти прогнозу погоди для «Метео-ТБ». Займається комп'ютерною симуляцією для провідних телеканалів Росії.
Група «Меркатор» забезпечувала на запрошення Центрвиборчкому аналітичну підтримку та відображення ходу та результатів федеральних виборів депутатів Державної думи і Ради безпеки Росії.
У 2001 році за версією Rambler Д. Б. Орєшкін був визнаний «Людиною року» в номінації «Міста та регіони».

## Нагороди
- 1997 — Медаль «У пам'ять 850-річчя Москви»

## Політична діяльність

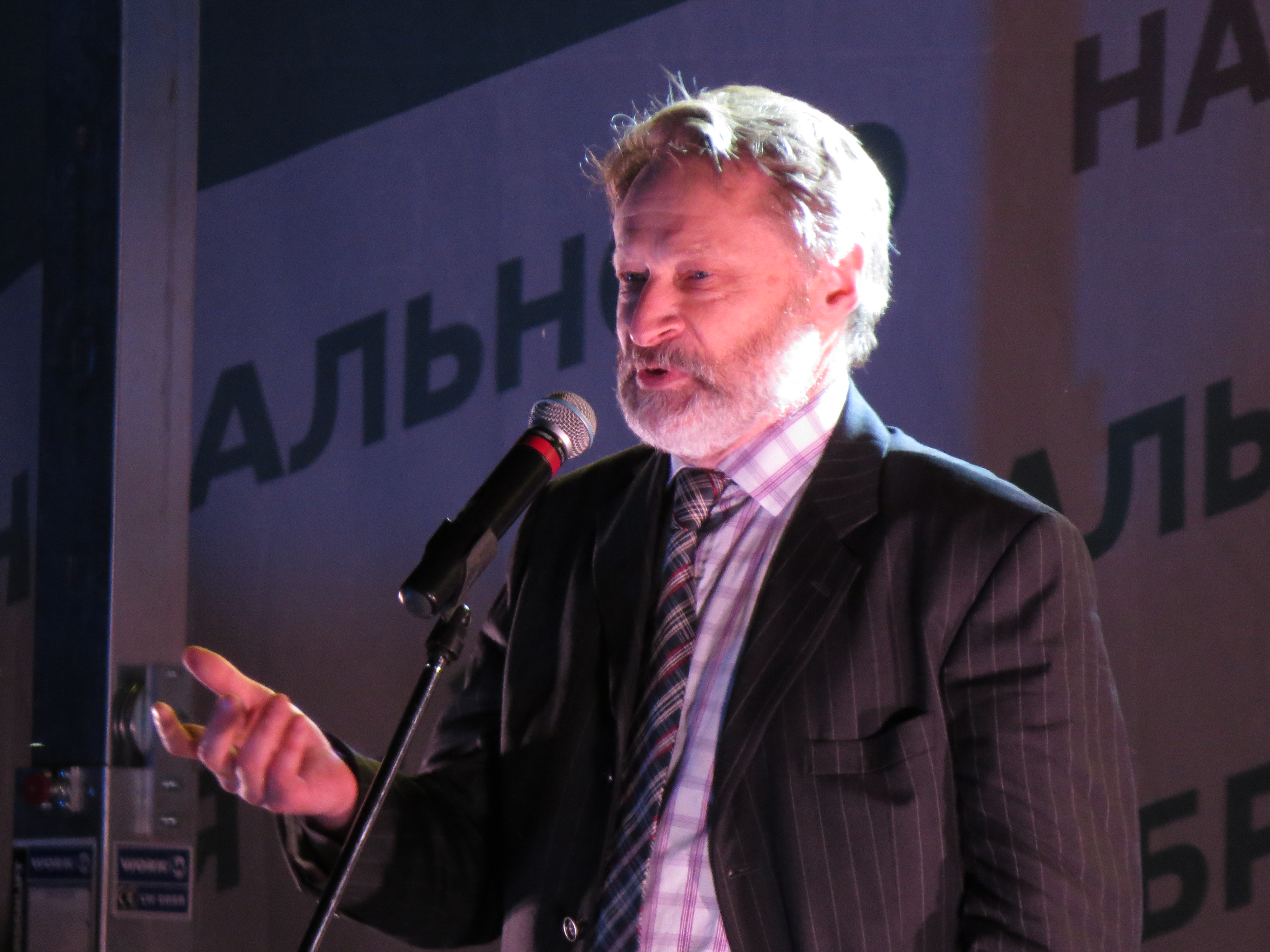
Дмитро Орєшкін на мітингу прихильників Навального на Болотній площі, 2013

До 1991 був членом КПРС, був парторгом Інституту географії АН СРСР.
У 2007 році балотувався в Державну думу від Союзу правих сил.
12 червня 2012 року виступав на мітингу на Болотяній площі.
1 квітня 2014 року у своєму блозі на радіо «Ехо Москви» Орешкін піддав різкій критиці Росію за її зовнішню політику стосовно України, сказавши, що:
|  | Амбіційна історія починалася з обіцянки повернути Україну (усю цілком!) у сферу впливу Москви, вбудувавши її в Митний союз та євразійську систему цінностей. Це програма-максимум. Вона, мабуть, провалилася. Настала черга програми-мінімум — забрати під крило хоча б Схід України разом із Кримом… Сьогодні амбіції скоротилися: ми чуємо пристрасні промови про „наш“ Харків та Донбас; рідше про Одесу. Київ за 10 років легенько відкочувався на Захід — природний результат більшої привабливості європейської системи цінностей у порівнянні з патріотичними байками Корпорації |

.
Д. Б. Орєшкіна включено до складу Ради по сприянню розвитку інститутів громадянського суспільства та прав людини..